# Bernd Uhlmann
Bernd Uhlmann (* 29. Dezember 1939 in Zschopau) ist ein ehemaliger deutscher Endurosportler.

## Sportlicher Werdegang
Der gelernte Dreher begann seine aktive Laufbahn im Motorrad-Geländesport 1957. Ein Jahr später wurde er Werksfahrer des VEB Motorradwerk Zschopau. 1961 wurde er aufgrund seiner Erfolge mit dem DDR-Titel Meister des Sports ausgezeichnet. 
Zusammen mit Günter Baumann, Peter Uhlig, Hans Weber, Horst Lohr und Werner Salevsky gewann er 1963 im tschechoslowakischen Spindlermühle erstmals für die DDR die Internationale Sechstagefahrt (Six Days), die damals als inoffizielle Weltmeisterschaft betrachtet wurde. Auch 1964 in Erfurt und 1965 auf der Isle of Man war Uhlmann Mitglied des siegreichen DDR-Teams.
Bei der 41., 42. und 43. Internationalen Sechstagefahrt war er jeweils Fahrer in der A-Mannschaft im Wettbewerb um die Silbervase, das Team erreichte jeweils den zweiten Platz in der Gesamtwertung.